# Patrick Branwell Brontë
Patrick Branwell Brontë (26 de juny de 1817 – 24 de setembre 1848) fou un pintor i escriptor anglès. Era l'únic fill de la família Brontë i, per tant, germà de les escriptores Charlotte, Emily i Anne. Fou educat a casa pel pare de manera estricta i va compartir el talent creatiu de les seves germanes, per bé que es va dedicar més a la pintura que a la literatura, tot i que havia començat amb la poesia i les traduccions de clàssics. Va caure en les addiccions i va tenir una suposada relació fallida amb una dona casada, elements que expliquen la seva mort prematura.

## Joventut

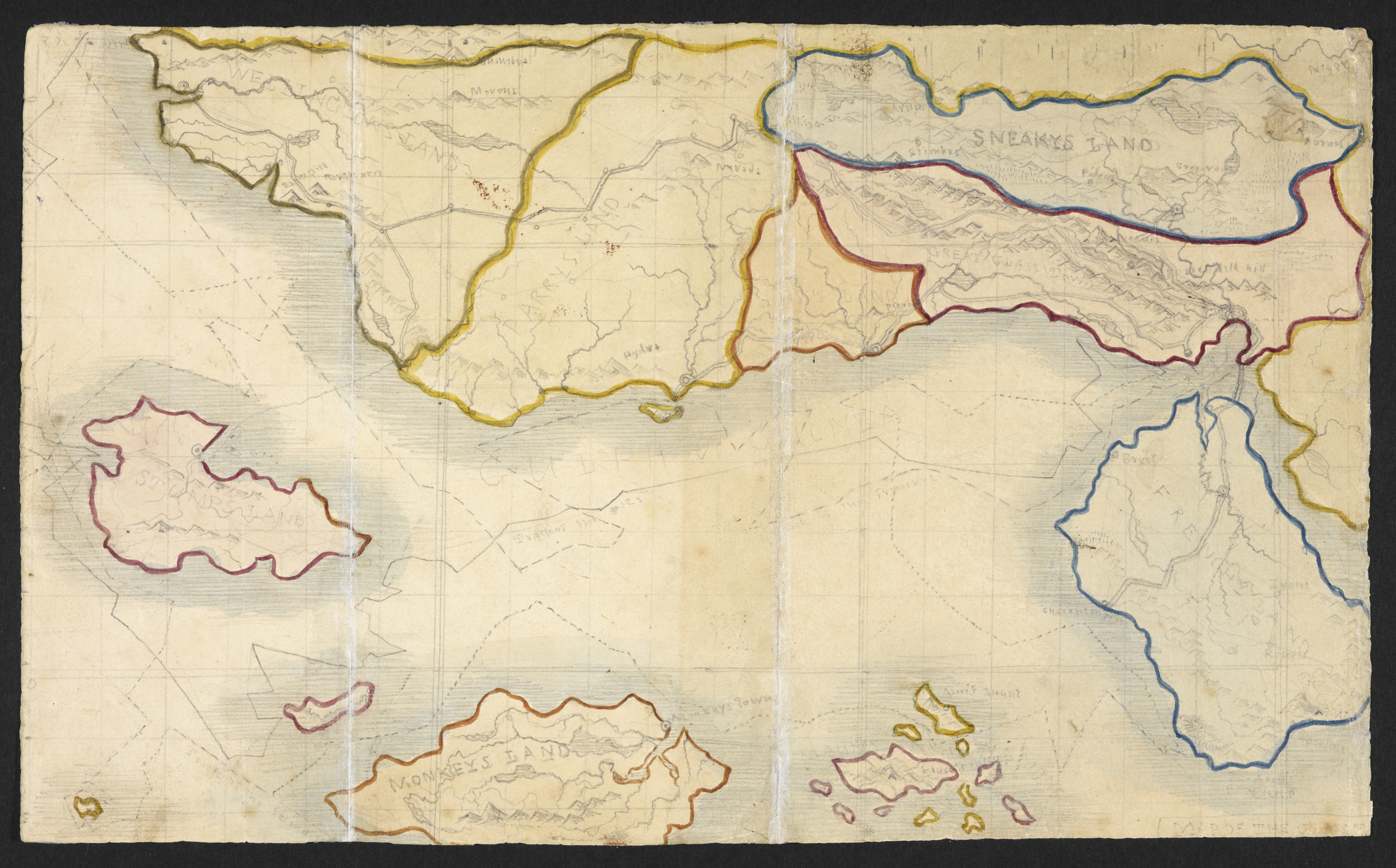
Branwell Brontë, Mapa d'Angria, c. 1830–1831

Branwell Brontë era el quart de sis fills i l'únic fill mascle de Patrick Brontë (1777-1861) i la seva dona, Maria Branwell Brontë (1783-1821). Va néixer a Thornton, al costat de Bradford, West Riding de Yorkshire, i es va traslladar amb la seva família a Haworth quan el seu pare se li va atorgar aquesta església de manera perpètua el 1821.
Mentre que quatre les seves cinc germanes van ser enviades a l'internat Cowan Bridge, Branwell va ser educat a casa pel seu pare, que li va donar una educació clàssica. Elizabeth Gaskell, la biògrafa de la seva germana, Charlotte Brontë, diu de l'escolarització de Branwell "els amics del senyor Brontë li van aconsellar enviar el seu fill a l'escola, però, com que recordava tant la força de voluntat de la seva pròpia joventut i la seva manera d'estudiar, que va creure que Patrick estaria millor aprenent a casa, i que ell mateix li podria ensenyar bé, com li havien dit altres abans" Les seves dues germanes grans van morir poc abans del seu vuitè aniversari el 1825, i la seva pèrdua el van afectar profundament. 
Fins i tot quan era un nen Brontë va llegir extensivament, i era especialment aficionat a la "Noctes Ambrosianae", diàlegs literaris publicats a  Revista de Blackwood  Va prendre paper de lideratge amb Charlotte en una sèrie de fantasia i jocs de rol, que els germans van escriure i van realitzar sobre els "Homes joves", personatges basats en un conjunt de soldats de fusta. Les obres es van desenvolupar en una intricada saga basada a l'Àfrica occidental sobre la confederació Glasstown fictícia.  A partir de 1834, tots dos van col·laborar i competir amb la seva germana Charlotte per descriure un altre món imaginari, Angria. Branwell va treballar molt en aquests paracosmos, sobretot en aspectes de política i guerres, amb una rivalitat destructiva entre els seus herois, en concret Alexander Percy, comte de Northangerland i l'heroi de Charlotte, Arthur Wellesley, duc de Zamorna. Aquests escrits impressionen pel seu virtuosisme i el seu abast, però també són repetitius en comparació a les contribucions de Charlotte. Als 11 anys, el gener de 1829, es va iniciar en la producció d'una revista, anomenada més tard "revista de Branwell de Blackwood", que inclou els seus poemes, obres de teatre, crítiques, històries i diàlegs.
A diferència de les seves germanes, Brontë no estava preparat per a una carrera específica. En el seu únic intent real de trobar feina, a la mort de James Hogg, fou la d'escriptor a Blackwood, quan tenia 18 anys. Tot i la insistència, les seves cartes no van tenir resposta i va començar a freqüentar companyia masculina en els bars de Haworth fins que es va unir a la Lògia maçònica de les Tres Gràcies el 1836.
En la seva joventut, Branwell Brontë va rebre ensenyaments de la retratista William Robinson. El 1834 va pintar un retrat de les seves tres germanes. Hi va incloure la seva pròpia imatge, però no la va satisfer i hi va pintar a sobre. Aquest retrat és ara una de les imatges més famoses i preuades de les germanes i està penjada a la National Portaits Gallery.
El 1835 va escriure una carta a la Reial Acadèmia de les Arts on tractava de ser admès. Alguns biògrafs han informat d'un moviment per estudiar pintura a Londres, que va acabar ràpidament després de la gran despesa de Brontë en beguda. Altres biògrafs han especulat que era massa tímid per presentar-se a si mateix a l'Acadèmia. Estudis més recents suggereixen que Brontë no va enviar la carta o fins i tot va fer el viatge a Londres. Segons Francis Leyland, amic de Brontë i futur biògraf de la família, el seu primer treball va ser com acomodador a l'escola de  Halifax. Sens dubte, Bronte va treballar com a pintor de retrats a Bradford entre 1838 i 1839. Tot i que algunes de les seves pintures, per exemple el de la senyora Kirby i un retrat d'Emily, mostren el talent per a l'estil còmic i seriós, altres retrats estan mancats de vida. Va tornar a Haworth endeutat el 1839.